# Peter Haggett

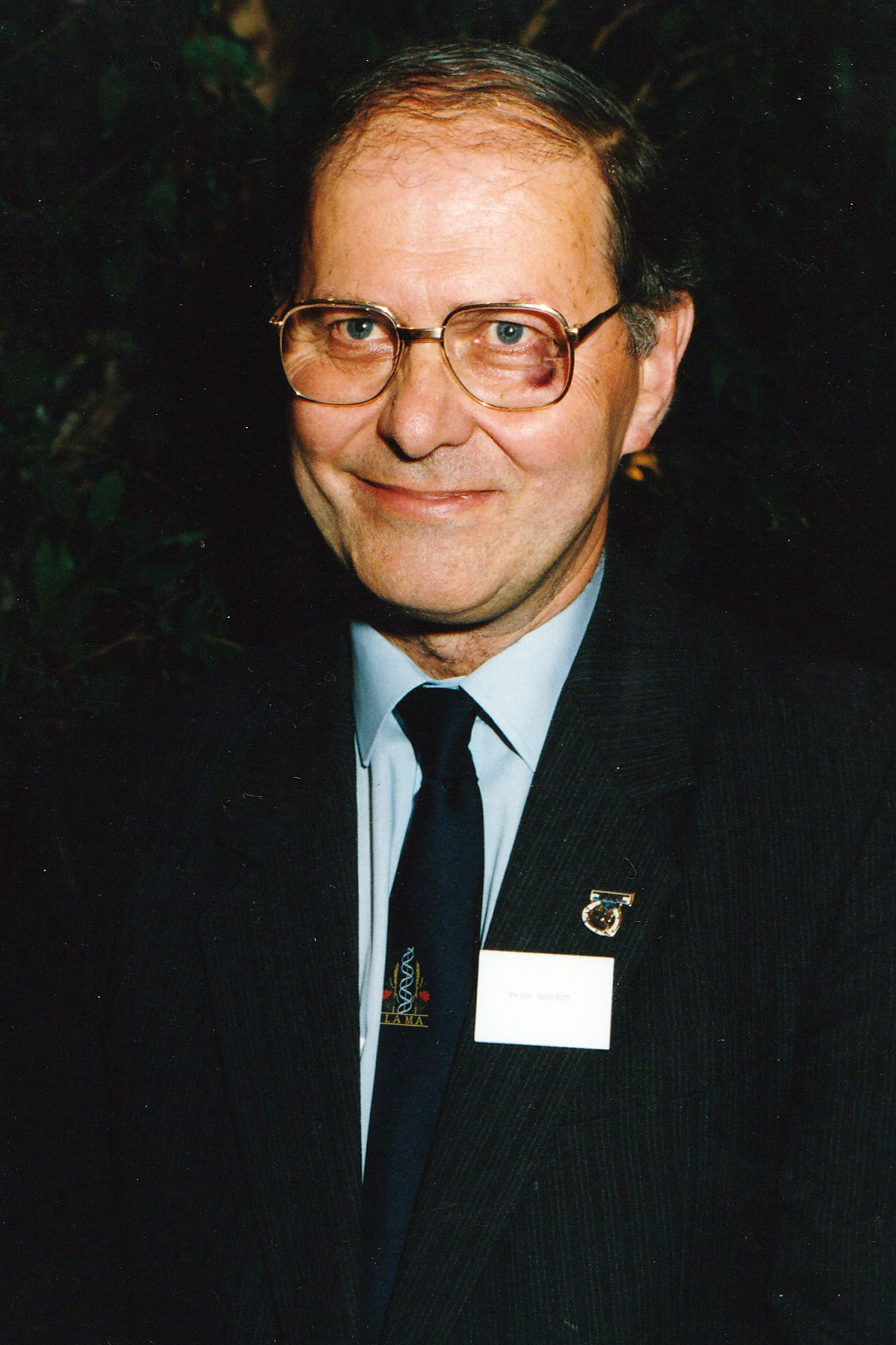
Peter Haggett

Peter Haggett (* 24. Januar 1933; † 9. Februar 2025) war ein britischer Anthropogeograph und Hochschullehrer. Er gilt als einer der bedeutendsten Vertreter der locational bzw. spatial analysis. Der Professor der Universität Bristol arbeitete als Autor und Herausgeber von über 30 Werken insbesondere zur Stadtgeographie, Regionalen Geographie und zur geographischen Analyse der Ausbreitung ansteckender Krankheiten, einem Teilgebiet der medizinischen Geographie.

## Werdegang
Nach dem Studium an der Universität Cambridge und ersten Anstellungen an den Universitäten London und Cambridge lehrte er seit 1966 an der Universität Bristol, deren Vizekanzler er von 1984 bis 1985 war.
Haggett hat aufgrund seiner akademischen Verdienste zahlreiche Ehrungen britischer und internationaler Universitäten erhalten und wurde zum CBE und FBA ernannt. Die Ehrendoktorwürde wurde ihm von den Universitäten York (Kanada; 1983), Bristol (1986), Durham (1989), Kopenhagen (1999), Helsinki (2003) und West England (2004) sowie dem University College London (2008) verliehen. Außerdem war er Träger der Patron’s Medal (1986), des Prix Vautrin Lud (1991) und der Anders-Retzius-Medaille (1994) sowie Mitglied der British Academy (1992), der American Academy of Arts and Sciences (2006), der National Academy of Sciences  (2008) und der Academia Europaea (Gründungsmitglied 1988).

## Werke (Auswahl)
- Haggett, Peter: Geographie: Eine globale Synthese. UTB, Stuttgart (3. Auflage) 2003